# Hector Martignon
Hector Martignon, all'anagrafe Ettore Martignon (Bogotà, 6 febbraio 1959) è un pianista e compositore colombiano di origini italiane, residente a New York.
Martignon è conosciuto per l'incontro tra il linguaggio improvvisato del Jazz e vari linguaggi musicali, come la musica classica europea, il folclore latino-americano e la musica mondiale.
La Smithsonian Institution, nella illustrazione del Jazz latino, include Martignon tra gli artisti che ne "hanno ricercato le origini regionali".
Due degli album di Martignon sono stati candidati per i Grammy Award: Refugee (2007) e Second Chance (2010).

## Formazione
All'età di 18 anni, Martignon abbandonò gli studi di ingegneria in Colombia per studiare musica in Germania, dove si diplomò come pianista alla Hochschule für Musik Freiburg, sotto la guida di Robert-Alexander Bohnke.
Lì fu istruito anche dal compositore svizzero Klaus Huber sui rudimenti della composizione e della orchestrazioLne, seguendo i anche i Seminari e Corsi di perfezionamento di artisti del calibro di György Ligeti, Luigi Nono e Luciano Berio, che regolarmente insegnavano a Friburgo in occasione del Festival di Donaueschingen e dei Corsi estivi di Darmstadt.
Conseguì un master alla Manhattan School of Music, studiando Piano Jazz con Kenny Barron e Piano classico con Solomon Mikowsky, e lì frequentò anche corsi di composizione con la compositrice di origine ceca Ludmila Ulehla.

## Carriera musicale

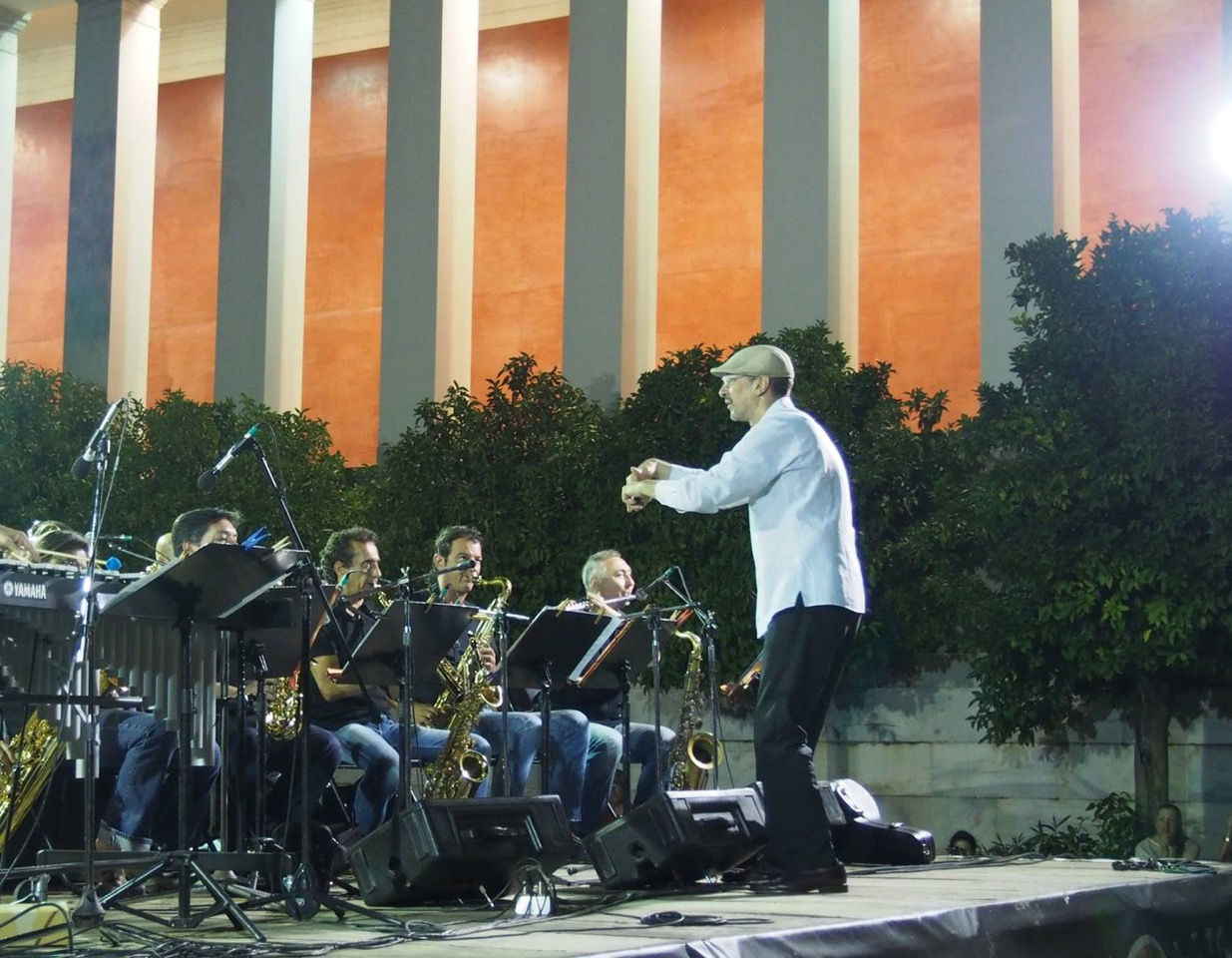
Conducting the Athens Radio Big Band

Nel corso dei suoi studi, Martignon accompagnò cantanti Salsa come Celia Cruz, Ismael Miranda e Pete “Conde” Rodriguez nelle loro tournée europee, soprattutto nelle basi USA in Germania.
La sua prima registrazione professionale fu con il compositore greco Mikīs Theodōrakīs nel suo Canto General.
Trasferitosi a New York nel 1989, Martignon si unì alla Salsa band e Jazz ensemble di Ray Barretto, New World Spirit, dal 1990 al 1998, contribuendo a composizioni e arrangiamenti, lavori con la tastiera, per 5 album, compreso quello candidato ai Grammy My Summertime (1995). (John Storm Roberts, Latin Jazz, ISBN 0-02864681-9, pag. 222, 230).
Martignon ha anche partecipato a tournée con Mongo Santamaría, Gato Barbieri, Steve Turre, Paquito D'Rivera, Don Byron ed è stato invitato ad esibirsi assieme a Max Roach in Project America con Tito Puente.
Nel 1996 Martignon iniziò sul serio a dedicarsi alla carriera di solista, esibendosi in festival musicali, teatri, club e college in tutto il mondo, facendo uscire nel 1997 il primo dei sei album come leader, Portrait in White and Black (John Storm Roberts, Latin Jazz, ISBN 0-02864681-9, page 242) con Barretto e Donny McCaslin.
Due successivi album, Refugee (2007)

e Second Chance (2010) sono stati entrambi nominati per un Grammy Award.
The Big Band Theory, un album in formato big band-plus-strings con tutti gli arrangiamenti e sei composizioni scritte da Martignon, è stato selezionato come uno dei 'migliori album del 2016' da parte della rivista Downbeat.

In esso Martignon mostra la sua abilità jazzistica insieme a una prospettiva classica nell'orchestrazione, combinando archi originali con moderne armonie di ottoni e legni e ritmi afro cubani, nell'aria Erbarme dich di Bach, dalla Passione di San Matteo.

## Film e Teatro
Martignon scrisse le colonne sonore per un lungometraggio, Septimo Cielo, un cortometraggio per HBO, From Dusk till Dawn e per due spettacoli per Repertorio Español a New York, Ana en el Trópico e il premiato Cita a Ciegas.
Si esibì in tutte le parti di piano per Eat Drink Man Woman, un film candidato agli Oscar di Ang Lee, organizzando e producendo alcuni dei tagli.
La sua esperienza di pianista, arrangiatore, assistente e direttore musicale a Broadway è estesa e include produzioni come The Capeman, Chronicle of a Death Foretold al Lincoln Center, The Mambo Kings e Selena Forever.
Tra il 2018 e il 2019, Martignon ha effettuato tournée in 10 città a Cuba, in Europa e Cina come direttore musicale e pianista del Cuban Musical Carmen la Cubana, scritto e diretto dal direttore inglese Christopher Renshaw basato sull'opera Carmen di Bizet.

## Insegnamento
Insieme alla sua carriera di esibizioni in pubblico, Martignon è stato attivamente impegnato nella formazione musicale delle giovani generazioni, insegnando composizione di Jazz nella Hochschule für Musik und Theater München, e nella Ludwigsburg University of Education, in Germania.
Nel 2017 Martignon è stato istruttore di piano nell'annuale festival estivo Jazz is Back a Grisignana (Grožnjan), in Croazia.
Ha diretto corsi di perfezionamento presso il Berklee College of Music, il Conservatorio Sunderman del Gettysburg College; il Conservatorio di Ginevra; EJMA, il dipartimento JAZZ del Conservatorio di Losanna, in Svizzera; e all'Università di Tokyo.
Da Gennaio del 2020 insegna teoria, storia e composizione alla facoltà di Musica della Hofstra University.

## Pubblicazioni
Martignon ha scritto il Salsa Piano Book, commissionato e pubblicato da Hal Leonard.
Oltre ai suoi album, gli fu commissionato di scrivere note di copertina per le pubblicazioni di Chris Bergson, Eddie Martinez, Nelson Riveros e Andrés Cuadros de Bejar.

## Discografia

### Come leader
- Portrait in White and Black (Candid, 1996)
- The Foreign Affair (Candid, 1998)
- Refugee (ZOHO, 2007)
- Live at Birdland (GMN, 2008)[7]
- Second Chance (ZOHO, 2010)
- The Big Band Theory (ZOHO, 2016)

### Come co-leader
- Burgstaller-Martignon-4 Mozart’s Blue Fantasies (Summit, 2009)
- Burgstaller-Martignon-4 Bach’s Secret Files (Summit, 2011)

### Come accompagnatore
Come: pianista (p), compositore (c), arrangiatore (a), orchestratore (o), produttore (pr)
- Mikīs Theodōrakīs, Canto General (1980; p)
- Sunrise Orchestra, Malata Suite (1986; p)
- Conexión Latina, Un Poco Loco (1986; p)
- Irazu, Mambo Inn (1991; p, c)
- Ray Barretto, Handprints (1991; p, c)
- Ray Barretto, Ancestral Messages (1992; p, c, a)
- Ray Barretto, Soy Dichoso (1992; p)
- Angelo Y su Tumbao Moderno, Extasis y Dolor (1993; p, c, a, pr)
- Ang Lee, Eat, Dream, Man, Woman (1994; p, a, pr)
- Ray Barretto, Taboo (1994; p, c, a)
- Lucia Pulido, Lucia (1995; p, a, pr)
- Ray Barretto, My Summertime (1995, p, c, a)
- Descarga Boricua, Abrázate (1996; p)
- Gabriela Anders, Fantasía (1996; p, a)
- Cruz Control, Cruz Control (1997; a)
- Paul Simon, The Capeman, the Cast Album (1997; p, a)
- Gabriela Anders, Wanting (1998; a)
- Luis Bonilla, Escucha (2000; p, c)
- Monday Michiru, 4 Seasons (2000; p)
- Don Byron, You are #6 (2001; p)
- Paul Peress, Awakening (2002; p, a)
- Gabriela Anders, Ecléctica (2003; p, a)
- Yerba Buena, President Alien, (2003, accordion)
- Gabriela Anders, Latina (2004; p, a)
- Vitaly Osmaçko, Russian Philharmonic Orchestra, Svetloba V ZIitu (2004; p, a, o)
- Julia Dollison, Observatory (2005, c)
- Samuel Torres, Skin Tones (2006, p, c)
- Gabriela Anders, Bossa Beleza (2008, p, a, pr)
- Willie Martinez y La Familia, After Winter, Spring (2008, a)
- Johnny Ray, El De La Rumba Soy Yo (2008, accordion)
- Eddie Allen, Salongo (2008; p)
- Chembo Corniel, Things I Wanted To Do (2009, a, c)
- Juan Garcia-Herreros ’Snow Owl’ The Art of The Contrabass Guitar (2010; p)
- Nelson Riveros, Camino al Barrio (2010; p, c, a, pr)
- Silvestre Martínez, Heritage (2010; p, a)
- Candido, Hands of Fire (2011; p)
- Birdland Big Band, Eleven (2011; p)
- Steffen Kuehn, Constantine (2011; p)
- Chicago and New York Latin All Stars, Éxitos (2012; p)
- Roberto Santamaria, Fiesta al Jazz (2013; p, a)
- Juan Garcia-Herreros ’Snow Owl’ Normas (2013; p)
- Antonio Cuadros de Bejar, Color Americano (2014; p, a)
- Kotoe Suzuki, Kotoe (2017; p, pr)